# نيكولاوس زيسيس
نيكولاوس زيسيس (باليونانية: Νίκος Ζήσης)‏ مواليد 16 أغسطس 1983، هو لاعب كرة سلة يوناني ويحمل الرقم 1. يبلغ طوله 6 قدم 5.75 بوصة (2.0 م).

## فرق لعب لها
- نادي سسكا موسكو لكرة السلة
- بلباو باسكت
- فنربخشة لكرة السلة

## الميداليات
| الميدالية | المسابقة                         |
| --------- | -------------------------------- |
| فضية      | بطولة كأس العالم لكرة السلة 2006 |
| برونزية   | بطولة أمم أوروبا لكرة السلة 2009 |

## روابط خارجية
- نيكولاوس زيسيس على موقع الاتحاد الدولي لكرة السلة (الإنجليزية)
- نيكولاوس زيسيس على موقع الدوري الأوروبي لكرة السلة (الإنجليزية)
- نيكولاوس زيسيس على موقع الدوري الإسباني لكرة السلة (الإسبانية)
- نيكولاوس زيسيس على موقع كرة السلة الأوروبية.كوم (الإنجليزية)
- نيكولاوس زيسيس على موقع DraftExpress.com (الإنجليزية)
- نيكولاوس زيسيس على موقع ريلجم (الإنجليزية)
- نيكولاوس زيسيس على موقع بروبوليرز (الإنجليزية)
- نيكولاوس زيسيس على موقع سبورتس رفرنس (الإنجليزية)
- نيكولاوس زيسيس على موقع أوليمبيديا (الإنجليزية)